# Achtala (Lori)
Achtala (armenisch Ախթալա) ist eine Stadt in der Provinz Lori im Nordosten Armeniens unweit zu Georgien. Zur Gemeinde von Achtala gehört auch das einst für seinen Kupferabbau bekannte Schamlugh.

## Geschichte
Bereits im 10. Jhd. bestand eine Festung bei der Stadt, von der noch Ruinen erhalten sind. Auch das historische Kloster Achtala befindet sich in der Nähe. Die Siedlung Achtala blieb ein Dorf bis 1939, als es unter sowjetischer Herrschaft den Status Siedlung städtischen Typs erhielt. Nach der Unabhängigkeit Armeniens wurde der Stadtstatus 1995 bestätigt.

## Galerie

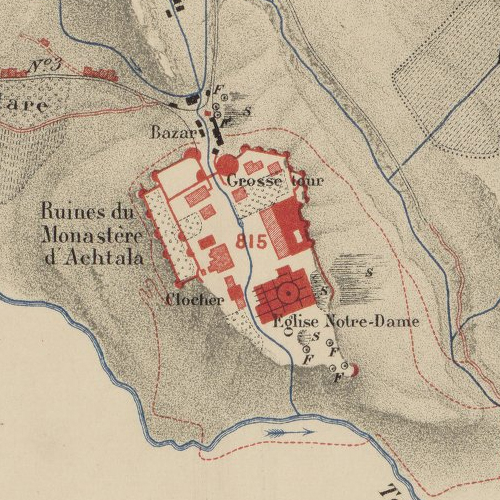
Historische Karte der Klosteranlage im Jahr 1886 von Jacques de Morgan
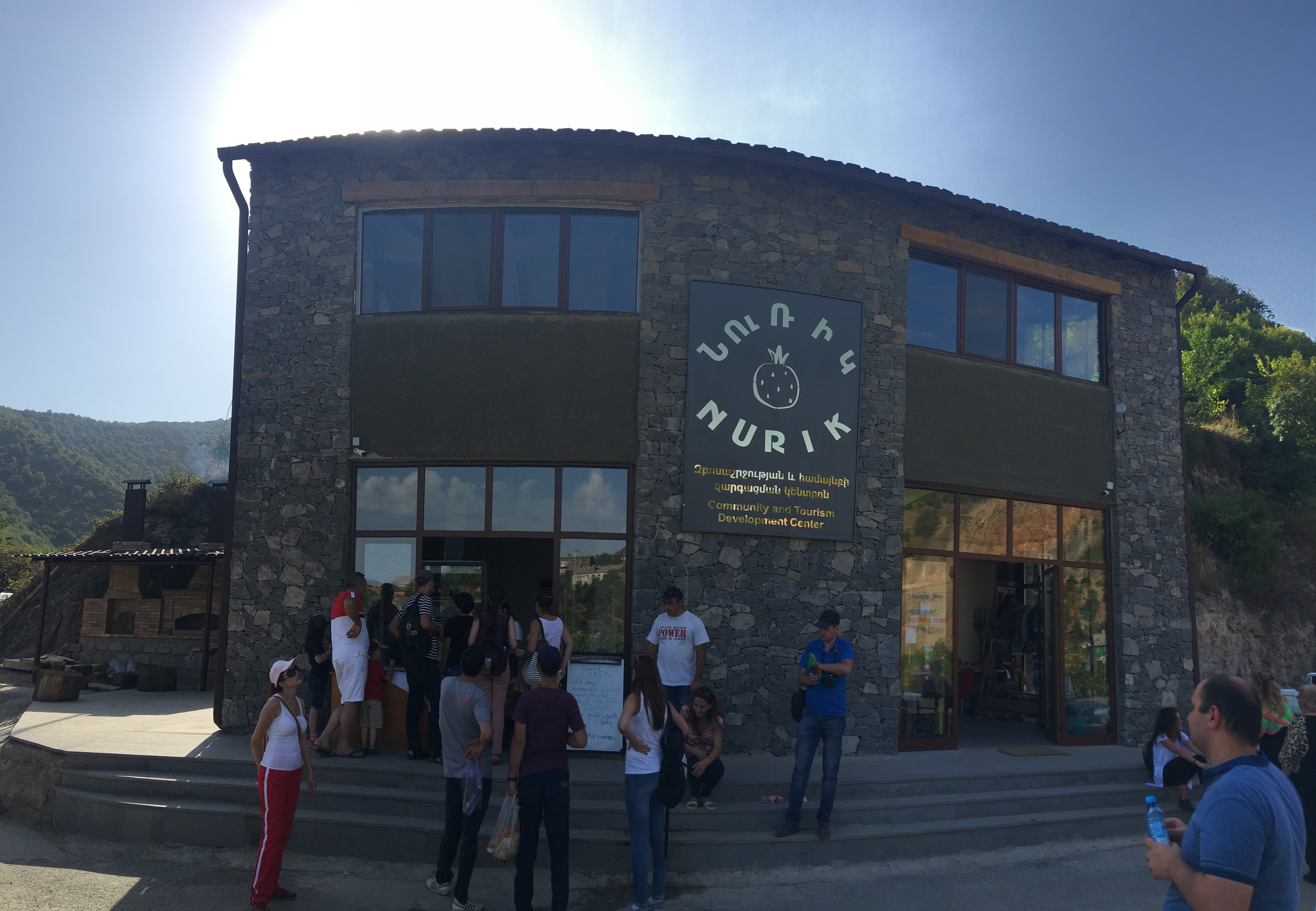
Zentrum für Gemeinde- und Tourismusentwicklung, 2017
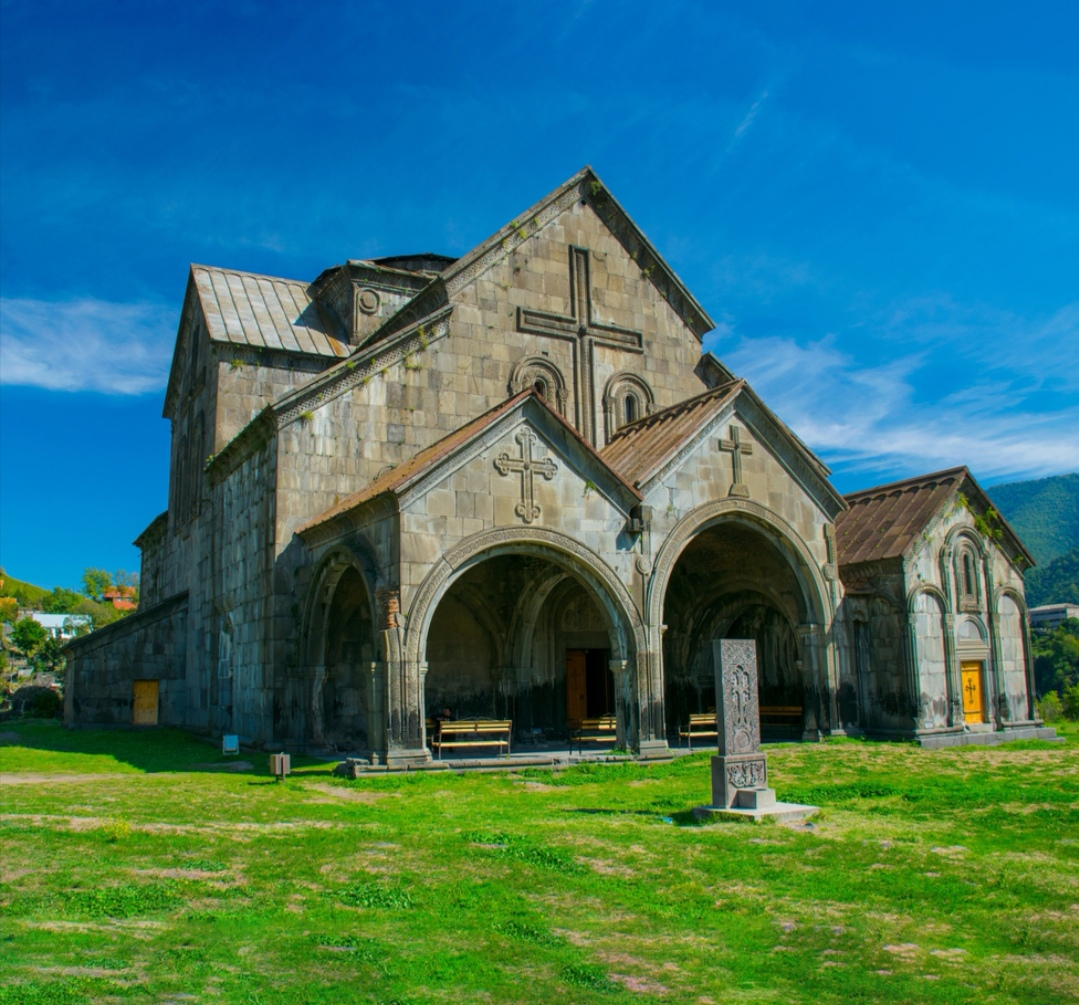
Kirche „Heilige Mutter Gottes“ in der Klosteranlage, 2020
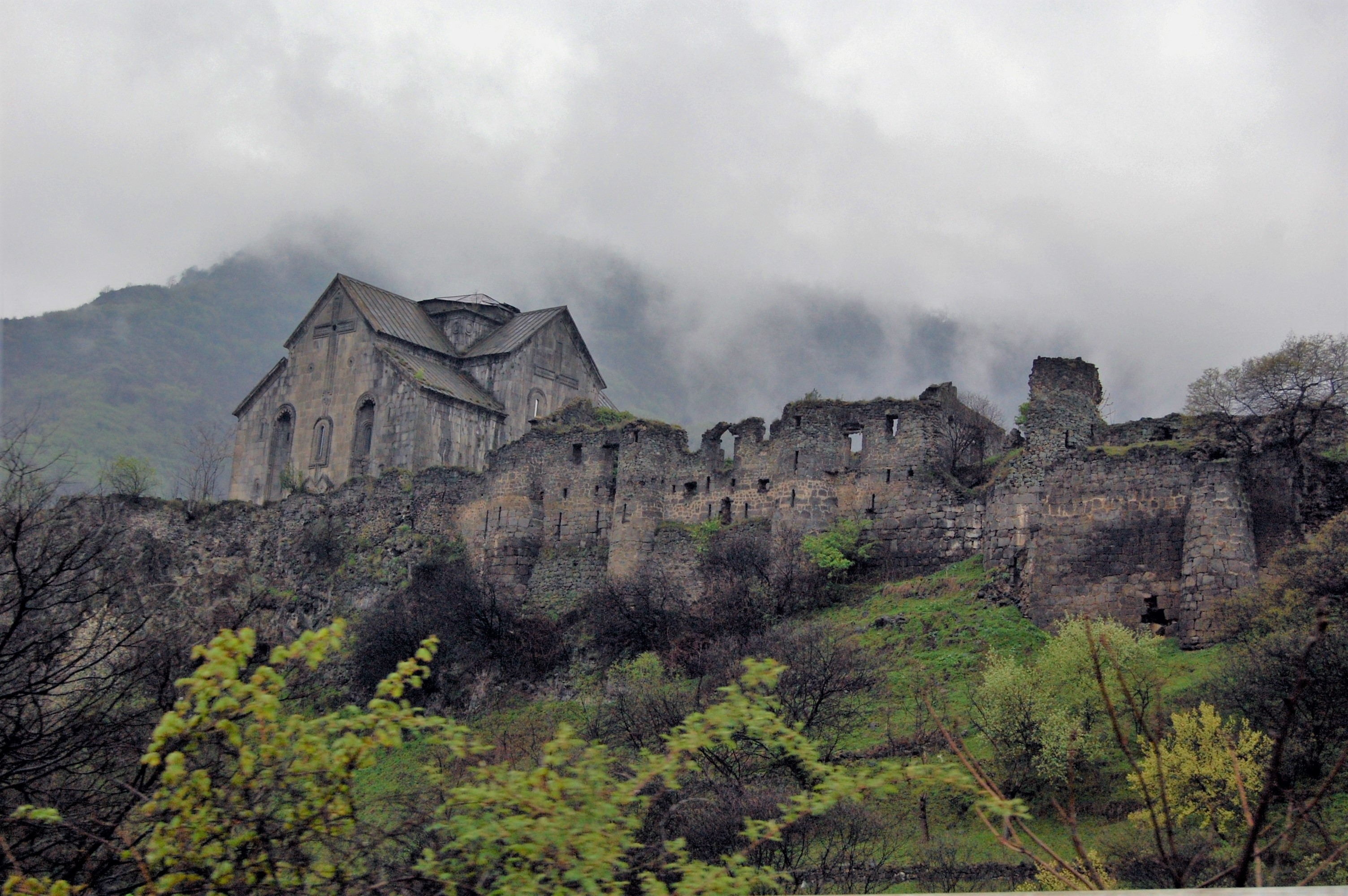
Festungsruinen von Achtala, 2016
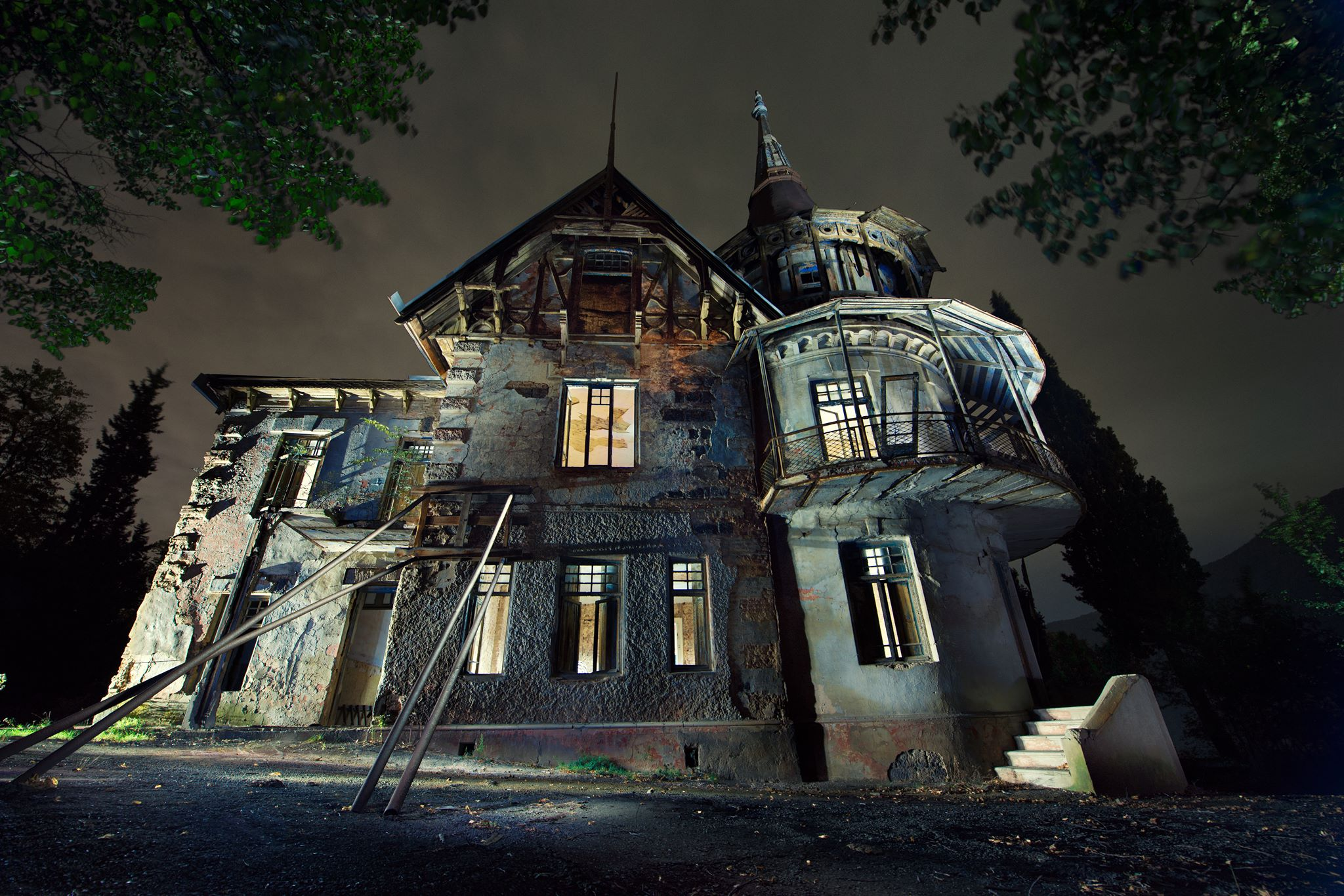
Villa des Öl-Magnaten und Philanthropen Mikael Aramjanz (1843–1923) bei Achtala, 2018
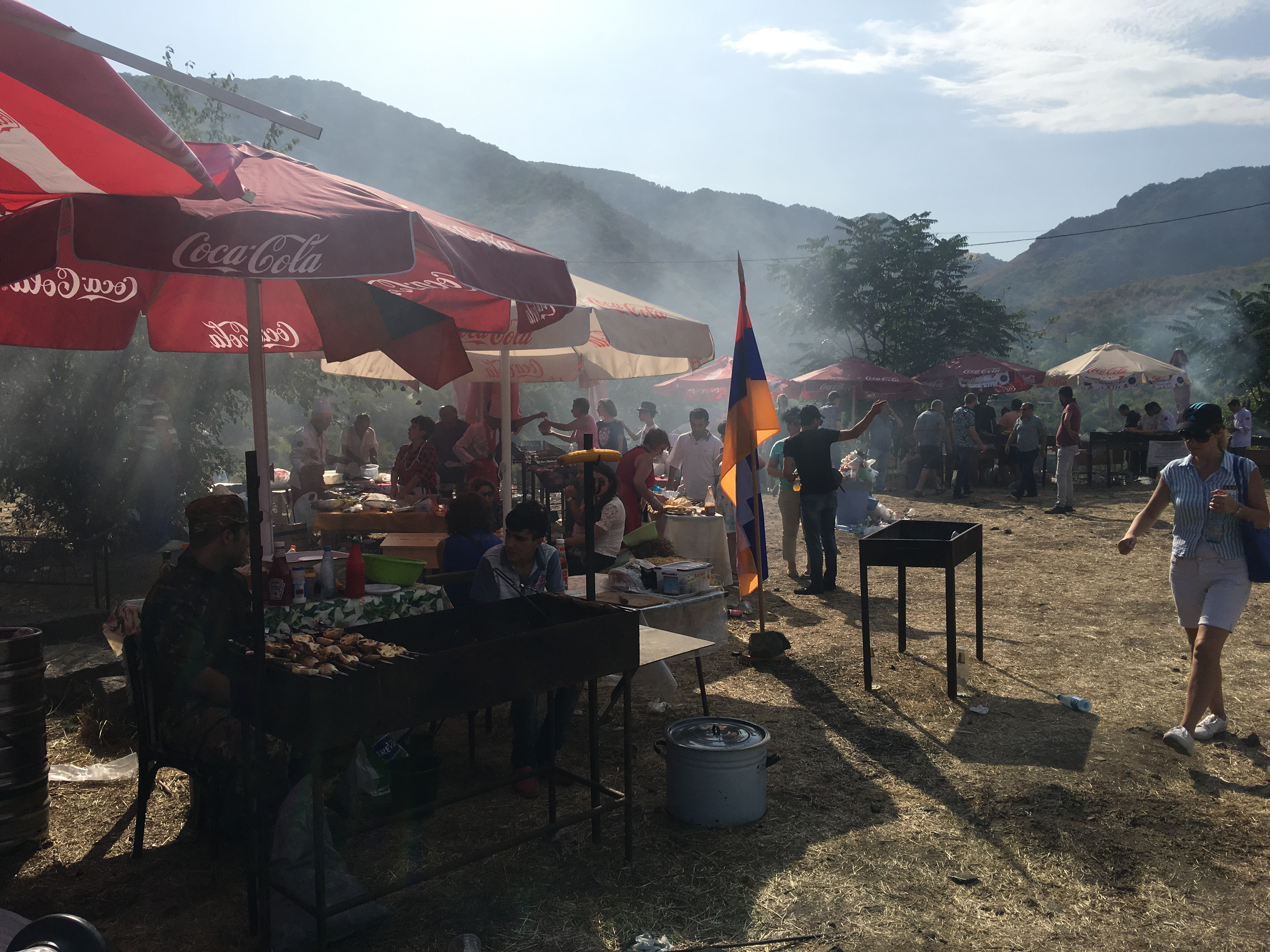
Grillfest, 2017
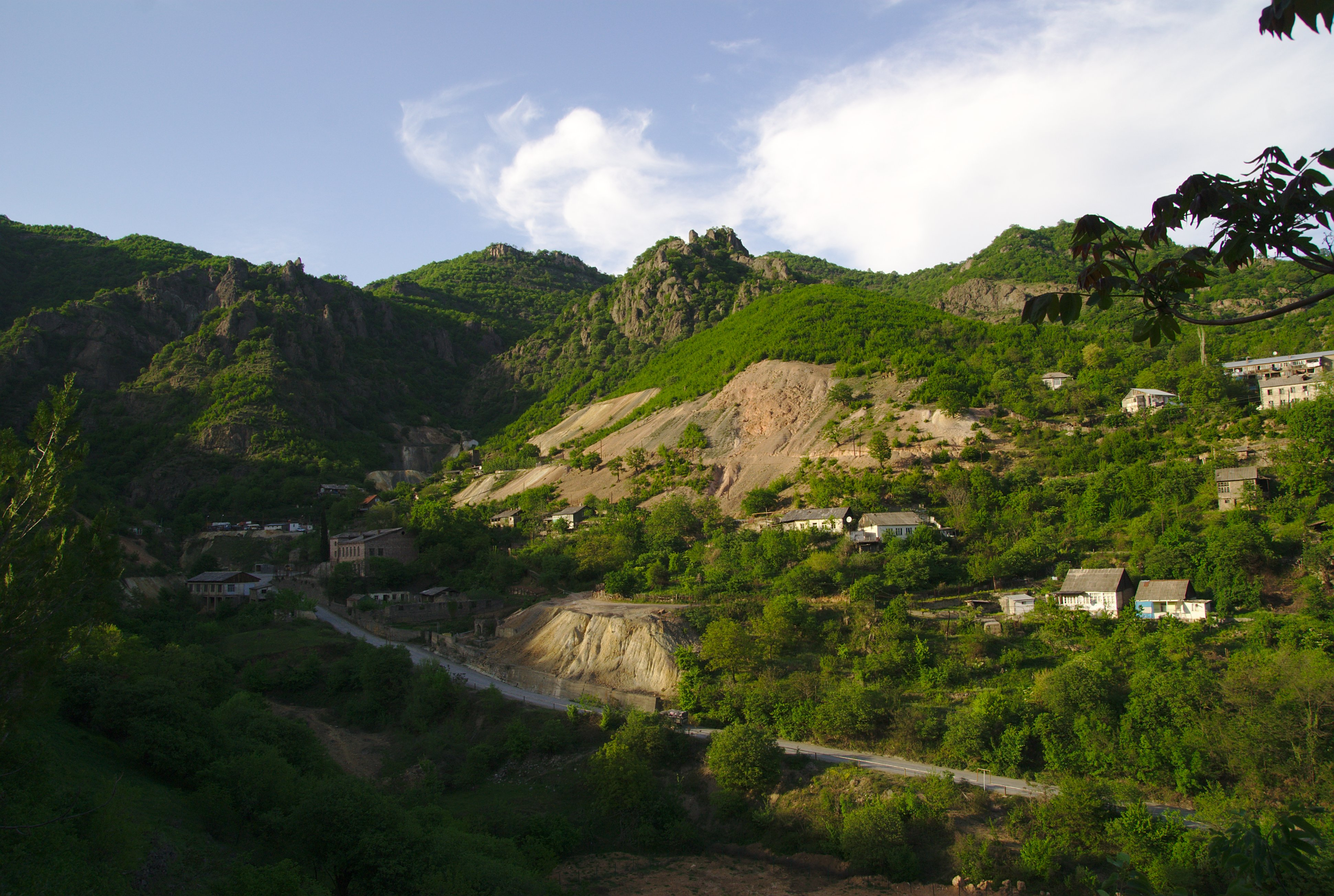
Häuser am Hang, 2013
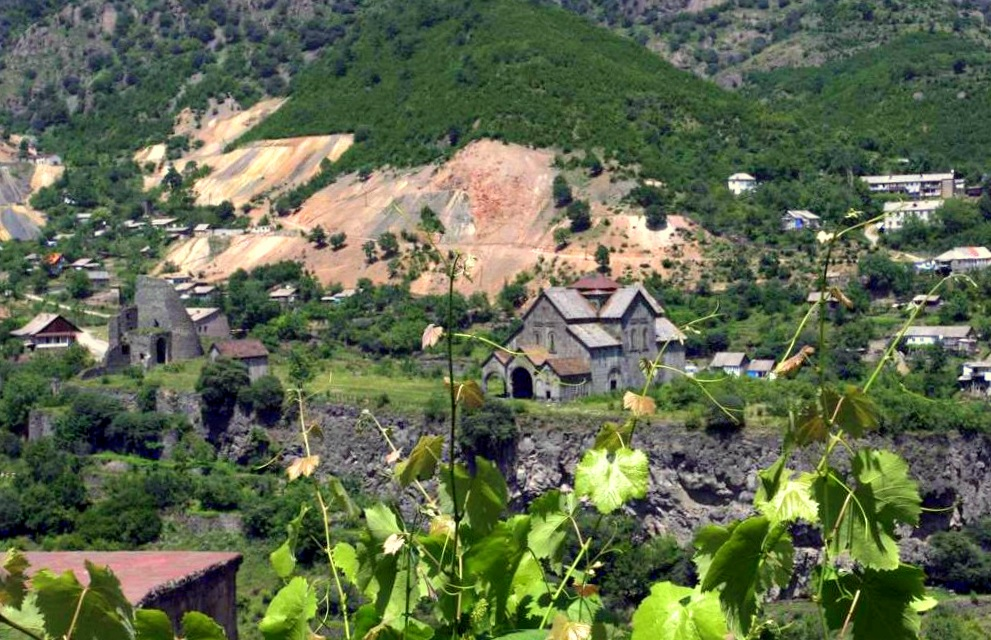
Blick zur Klosteranlage mit Wohnhäusern, 2006